# Autostrada międzystanowa nr 57

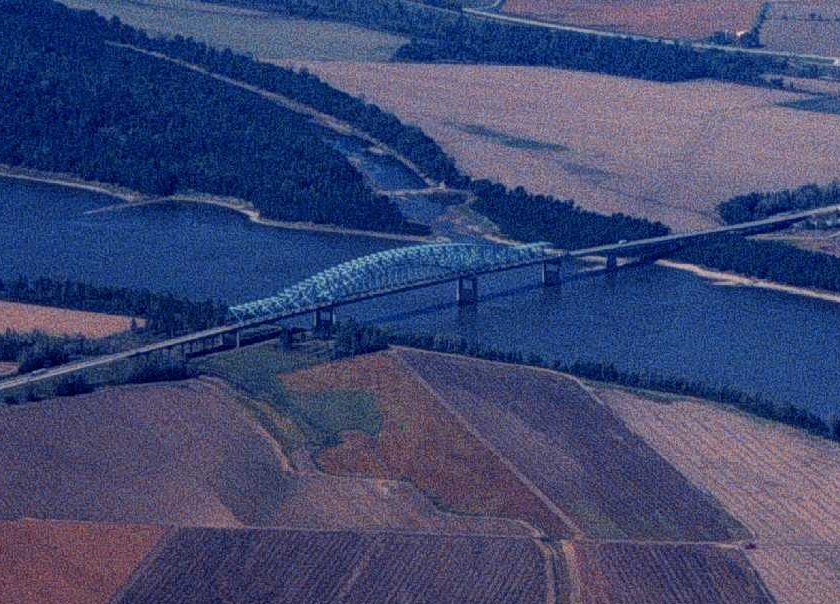
Most w ciągu I57 łączący Missouri z Illinois

Interstate 57 – autostrada międzystanowa w USA. Prowadzi z Sikeston do Chicago. Przebiega przez Missouri i Illinois. Jej długość to 386,12 mili (617,79 km).

## Przebieg

### Missouri
- Sikeston
- Charleston

### Illinois
- Cairo
- Marion
- Mount Vernon
- Salem
- Effingham
- Mattoon
- Champaign
- Rantoul
- Kankakee
- Chicago